# Stickalternant
Stickalternant (Alternanthera pungens) är en amarantväxtart som beskrevs av Carl Sigismund Kunth. Enligt Catalogue of Life ingår Stickalternant i släktet alternanter och familjen amarantväxter, men enligt Dyntaxa är tillhörigheten istället släktet alternanter och familjen amarantväxter. Arten förekommer tillfälligt i Sverige, men reproducerar sig inte. Inga underarter finns listade i Catalogue of Life.

## Bildgalleri

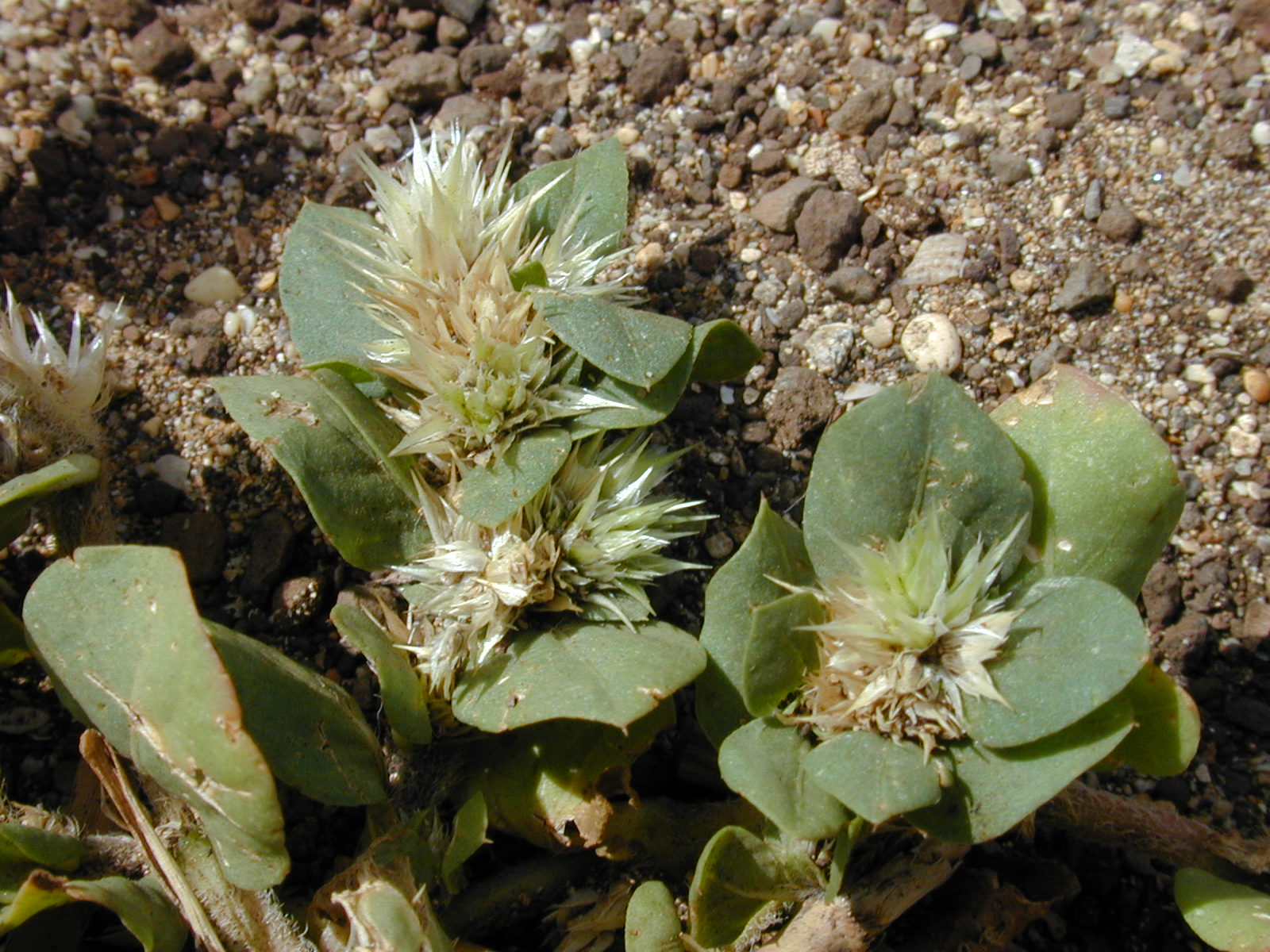
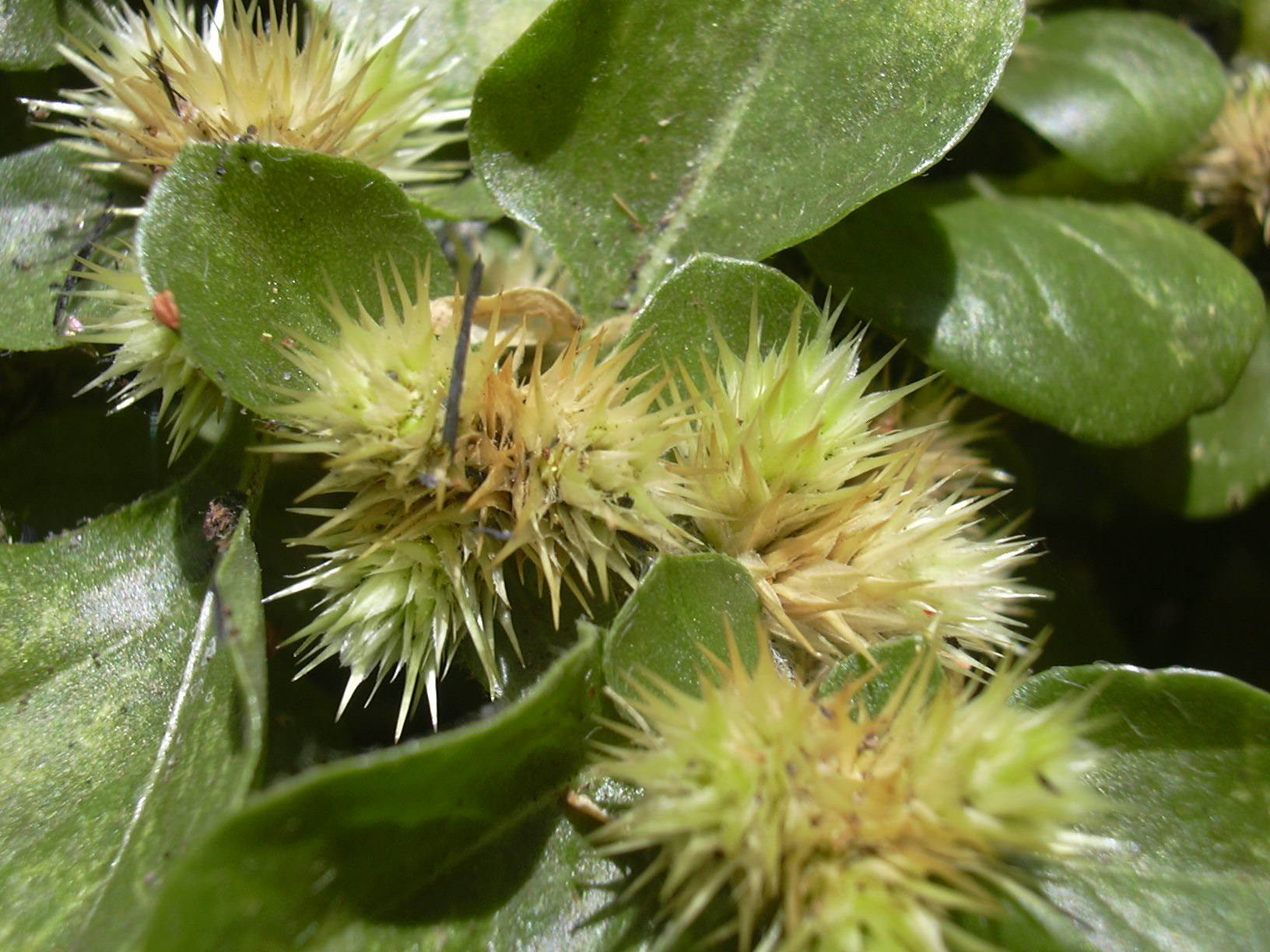
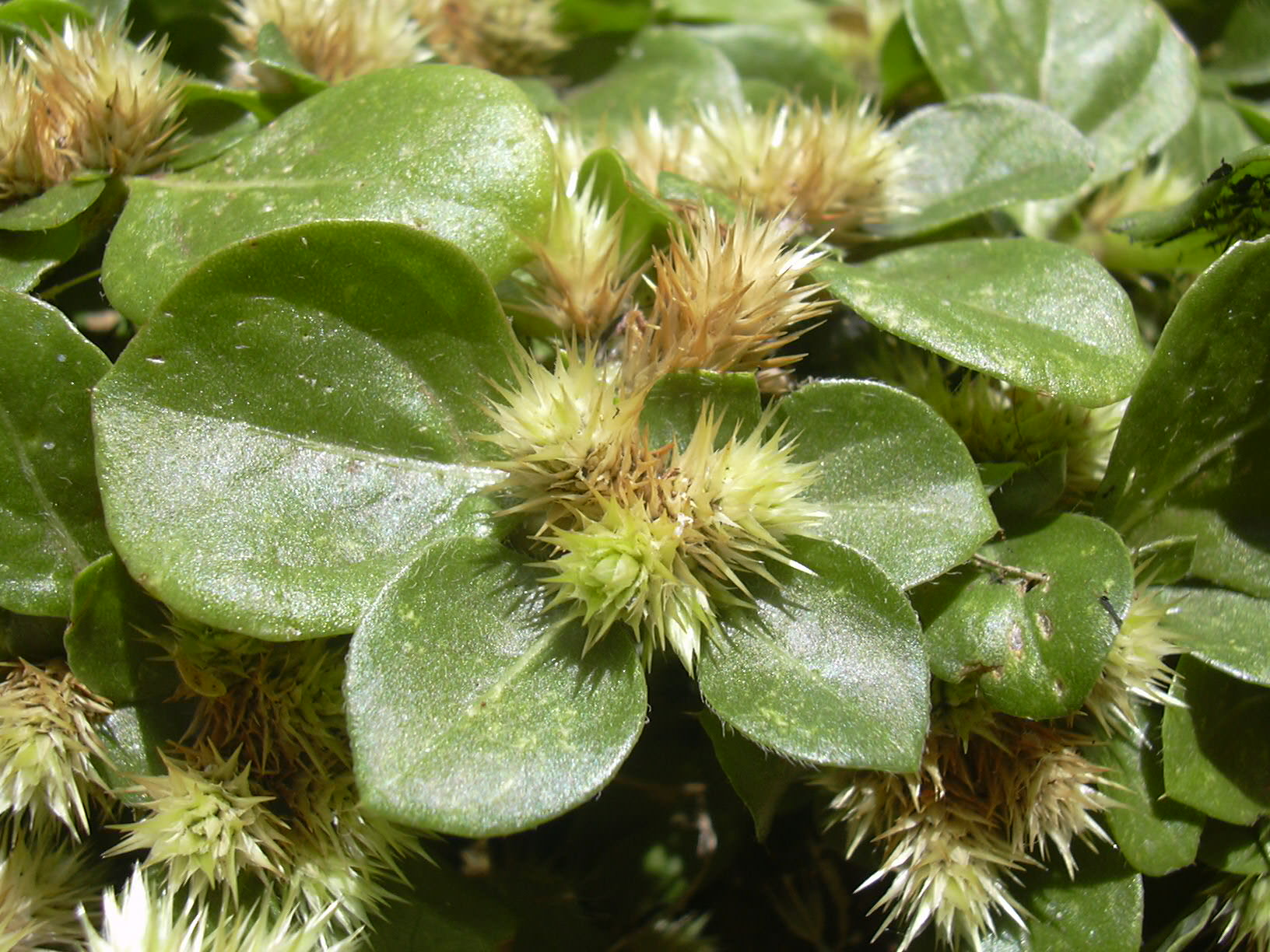
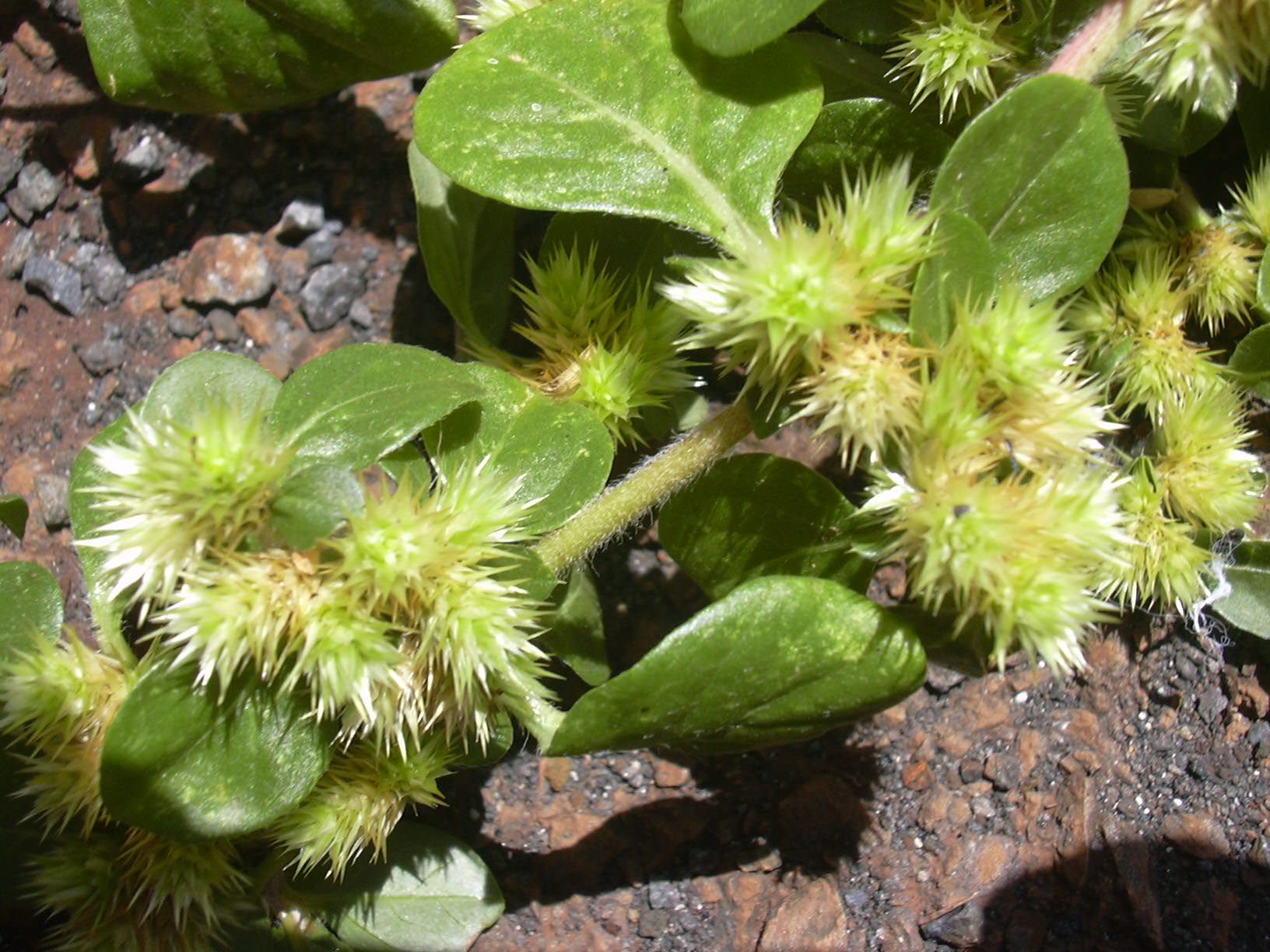
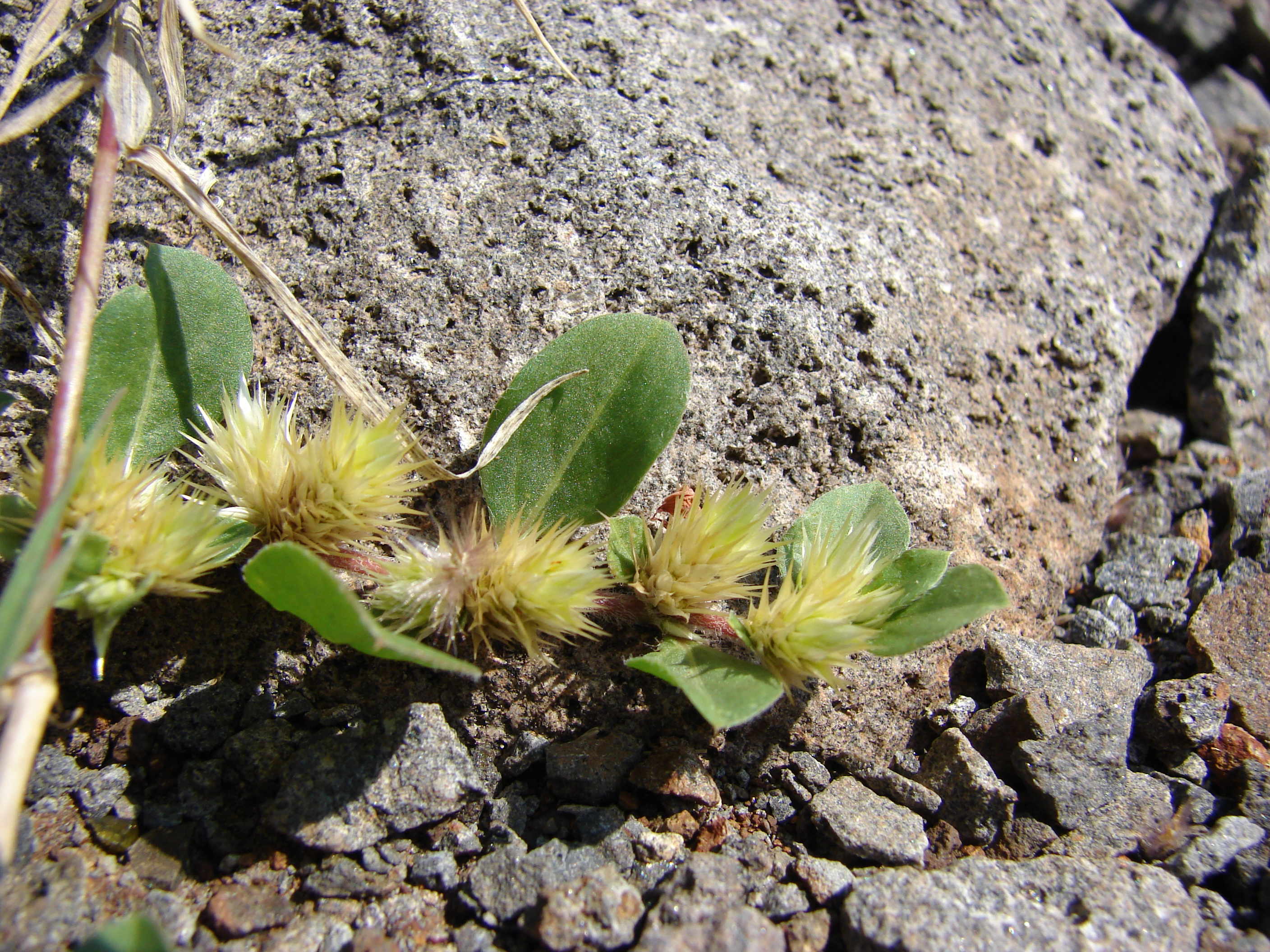
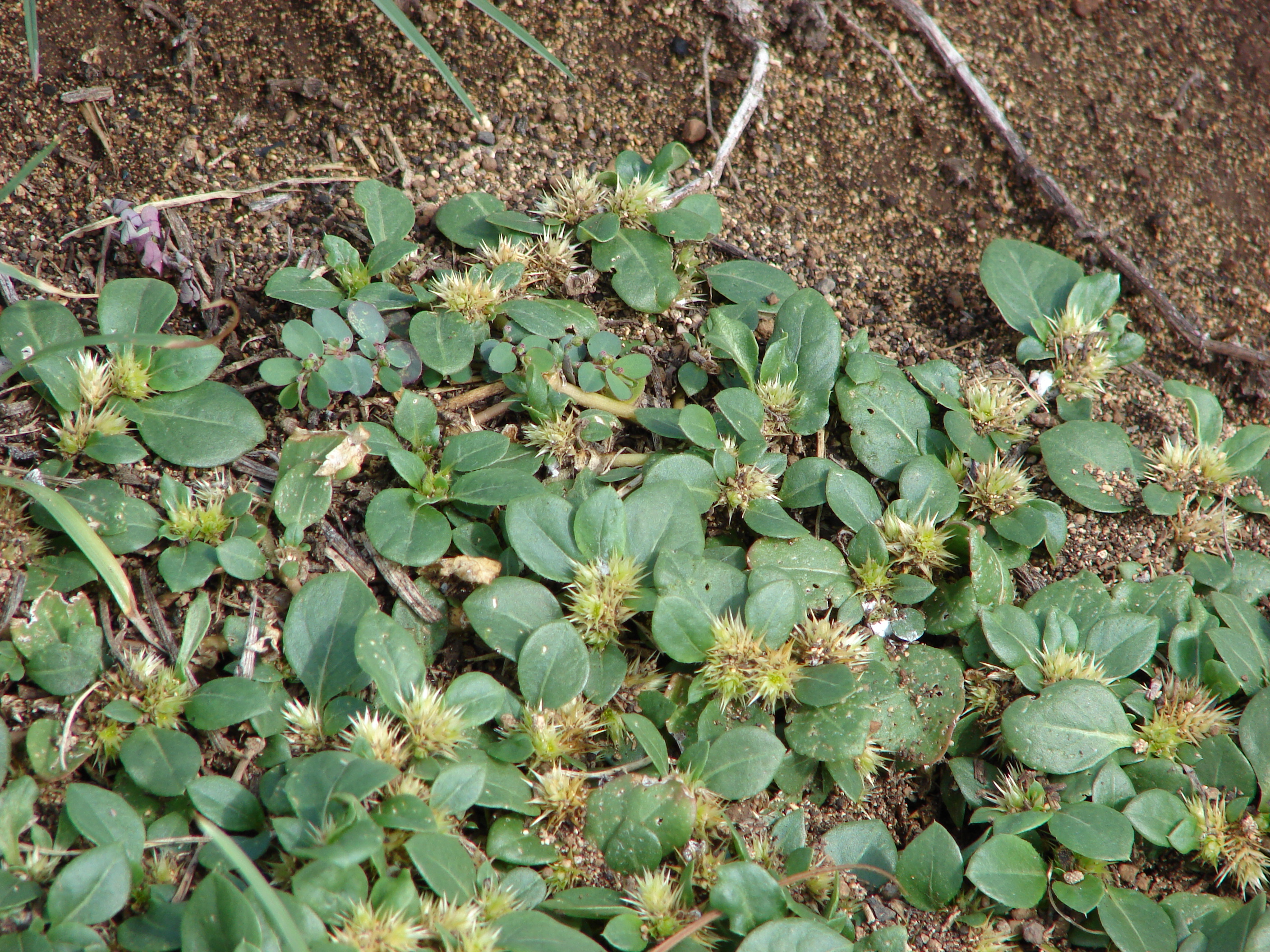